# Boussad Benkaci
Boussad Benkaci, parfois orthographié Boussaâd Benkaci, né le 1er janvier 1928 à Ath Laziz et mort le 18 novembre 2000 à Villepinte (France), est le président de la Jeunesse sportive de Kabylie (JSK) de 1977 à 1992.

Il est originaire de Akbil, daïra de Ain El Hammam. Ancien maquisard et ancien directeur de l'entreprise Sonelec de Oued Aissi, c'est à ce titre qu'il préside la Jeunesse électronique de Tizi Ouzou (JET), ancienne dénomination de la JSK. Durant cette période le club a remporté plusieurs titres nationaux et surtout continentaux avec la Coupe d'Afrique des clubs champions 1981 et 1990.
Il est le président le plus titré de la JSK avec 14 titres en 15 ans.